# 普里梅鲁-迪马尤
普里梅鲁-迪马尤是巴西巴拉那州的一个市镇。总面积414.442平方公里，总人口11098人，人口密度26.8人/平方公里。